# Stephen Giddins
Stephen Giddins (nascut al Regne Unit, el 29 de gener de 1961), és un jugador i escriptor d'escacs anglès, que té el títol de Mestre de la FIDE.
Graduat al Keble College, Oxford en Filosofia, política, i economia el 1982, és conegut com a escriptor d'escacs; alguns dels seus llibres han estat traslladats a l'alemany. Va esdevenir editor de British Chess Magazine el 2010.

## Llibres
- 101 Chess Opening Traps, 1998
- How to Build Your Chess Opening Repertoire, 2003
- 50 Essential Chess Lessons, 2006
- 101 Chess Endgame Tips: golden nuggets of endgame wisdom, Gambit Publications 2007, ISBN 978-1-904600-66-4
- 50 Ways to Win at Chess, 2008